# Чемпионат мира по волейболу среди женских клубных команд 2022
15-й чемпионат мира по волейболу среди женских клубных команд  прошёл с 14 по 18 декабря 2022 года в Анталье (Турция) с участием 6 команд. Чемпионский титул во 2-й раз в своей истории выиграла итальянская команда  «Имоко Воллей» (Конельяно).

## Команды-участницы
«Эджзаджибаши» (Стамбул, Турция) — команда-организатор турнира;
 «Вакыфбанк» (Стамбул, Турция) — победитель Лиги чемпионов ЕКВ 2022;
 «Имоко Воллей» (Конельяно, Италия) — серебряный призёр Лиги чемпионов ЕКВ 2022;
 «Куаныш» (Петропавловск, Казахстан) — победитель чемпионата Азии среди клубных команд 2022;
 «Жердау-Минас» (Белу-Оризонти, Бразилия) — победитель чемпионата Южной Америки среди клубных команд 2022;
 «Дентил/Прая Клубе» (Уберландия, Бразилия) — серебряный призёр чемпионата Южной Америки среди клубных команд 2022.

## Система проведения чемпионата
6 команд-участниц на предварительном этапе были разбиты на две группы. 4 команды (по две лучшие из групп) вышли в плей-офф и по системе с выбыванием определили призёров чемпионата. 
Первичным критерием при распределении мест в группах являлось общее количество побед, затем общее количество очков, соотношение выигранных и проигранных партий, соотношение мячей, результаты личных встреч. За победы со счётом 3:0 и 3:1 команды получали по 3 очка, за победы 3:2 — по 2, за поражения — 2:3 — по 1, за поражения 0:3 и 1:3 очки не начислялись.

## Предварительный этап

### Группа A
| М | Команда             | 1   | 2   | 3   | И | В | П | С/П | О |
| - | ------------------- | --- | --- | --- | - | - | - | --- | - |
| 1 | «Имоко Воллей»      |     | 3:1 | 3:0 | 2 | 2 | 0 | 6:1 | 6 |
| 2 | «Эджзаджибаши»      | 1:3 |     | 3:0 | 2 | 1 | 1 | 4:3 | 3 |
| 3 | «Дентил/Прая Клубе» | 0:3 | 0:3 |     | 2 | 0 | 2 | 0:6 | 0 |

14 декабря
«Эджзаджибаши» — «Дентил/Прая Клубе» 3:0 (25:14, 25:15, 25:18).
15 декабря
«Имоко Воллей» — «Дентил/Прая Клубе» 3:0 (25:22, 25:21, 25:21).
16 декабря
«Имоко Воллей» — «Эджзаджибаши» 3:1 (25:18, 21:25, 25:22, 25:18).

### Группа В
| М | Команда        | 1   | 2   | 3   | И | В | П | С/П | О |
| - | -------------- | --- | --- | --- | - | - | - | --- | - |
| 1 | «Вакыфбанк»    |     | 3:0 | 3:0 | 2 | 2 | 0 | 6:0 | 6 |
| 2 | «Жердау-Минас» | 0:3 |     | 3:0 | 2 | 1 | 1 | 3:3 | 3 |
| 3 | «Куаныш»       | 0:3 | 0:3 |     | 2 | 0 | 2 | 0:6 | 0 |

14 декабря
«Вакыфбанк» — «Куаныш» 3:0 (25:15, 25:15, 25:17).
15 декабря
«Вакыфбанк» — «Жердау-Минас» 3:0 (25:22, 26:24, 25:21).
16 декабря
«Жердау-Минас» — «Куаныш» 3:0 (25:14, 25:13, 25:20).

## Плей-офф

### Полуфинал
17 декабря
 «Имоко Воллей» —  «Жердау-Минас»
3:0 (25:12, 25:17, 25:21).
 «Вакыфбанк» —  «Эджзаджибаши»  
3:0 (25:21, 25:19, 25:23).

### Матч за 3-е место
18 декабря
 «Эджзаджибаши» —  «Жердау-Минас» 
3:1 (25:22, 23:25, 25:10, 25:21).

### Финал
| 18 декабря 2022 | \| «Имоко Воллей» (Конельяно) \| 3:1 fivb.org \| «Вакыфбанк» (Стамбул) \| \| Келси Робинсон-Кук (10) Робин де Крёйф (10) Йоанна Волош (2) Кэтрин Пламмер (12) Марина Лубиан (9) Изабель Хок (34) Моника Де Дженнаро (либеро) Федерика Скуарчини Алессия Дженнари Алекса Грэй \| Голы \| Джансу Озбай (3) Габриэла Гимарайнс (17) Зехра Гюнеш (1) Паола Эгону (27) Ника Далдероп (4) Чиака Огбогу (5) Айча Айкач (либеро) Дерья Джебеджиоглу (1) Кара Баджема (2) Алексия Кэруцашу Букет Гюлюбай \| | Анталья Antalya Sports Hall 9100 зрителей |
| Счёт по партиям — 25:18, 23:25, 25:21, 25:21. Время матча — 1 час 44 минуты. Судьи: Эпаминондас Геротодорос, Войцех Марошек.                                                                    | | |
| «Имоко Воллей» (Конельяно) | 3:1 fivb.org | «Вакыфбанк» (Стамбул) |
| Келси Робинсон-Кук (10) Робин де Крёйф (10) Йоанна Волош (2) Кэтрин Пламмер (12) Марина Лубиан (9) Изабель Хок (34) Моника Де Дженнаро (либеро) Федерика Скуарчини Алессия Дженнари Алекса Грэй | Голы | Джансу Озбай (3) Габриэла Гимарайнс (17) Зехра Гюнеш (1) Паола Эгону (27) Ника Далдероп (4) Чиака Огбогу (5) Айча Айкач (либеро) Дерья Джебеджиоглу (1) Кара Баджема (2) Алексия Кэруцашу Букет Гюлюбай |

## Итоги

### Положение команд
| «Имоко Воллей» (Конельяно)            |
| «Вакыфбанк» (Стамбул)                 |
| «Эджзаджибаши» (Стамбул)              |
| 4. «Жердау-Минас» (Белу-Оризонти)     |
| 5—6. «Дентил/Прая Клубе» (Уберландия) |
| 5—6. «Куаныш» (Петропавловск)         |

### Призёры
«Имоко Воллей» (Конельяно): Роберта Карраро, Кэтрин Пламмер, Келси Робинсон-Кук, Федерика Скуарчини, Робин де Крёйф, Алессия Дженнари, Алекса Грэй, Марина Лубиан, Моника Де Дженнаро, Изабель Хок, Иления Перикати, Элеонора Фурлан, Йоанна Волош, Анна Бардаро. Главный тренер — Даниэле Сантарелли.
  «Вакыфбанк» (Стамбул): Джансу Озбай, Айча Айкач, Кюбра Акман, Чиака Огбогу, Паола Эгону, Габриэла Брага Гимарайнс (Габи), Букет Гюлюбай, Алексия Кэруцашу, Кара Баджема, Айлин Аджар, Дерья Джебеджиоглу, Зехра Гюнеш, Ника Далдероп, Бахар Акбай. Главный тренер — Джованни Гуидетти.
  «Эджзаджибаши» (Стамбул): Туна-Айбюке Озель, Симге-Шебнем Акёз, Тияна Бошкович, Бейза Арыджи, Лаура Хейрман, Салиха Шахин, Ханде Баладын, Ясемин Гювели, Майя Огненович, Элиф Шахин, Саманта Фабрис, Япрак Эркек, Ирина Воронкова, Шинед Джек. Главный тренер — Ферхат Акбаш.

### Индивидуальные призы
| - MVP Изабель Хок («Имоко Воллей») - Лучшая связующая Йоанна Волош («Имоко Воллей») - Лучшие центральные блокирующие Чиака Огбогу («Вакыфбанк») Зехра Гюнеш («Вакыфбанк») | - Лучшая диагональная нападающая Изабель Хок («Имоко Воллей») - Лучшие нападающие-доигровщики Келси Робинсон-Кук («Имоко Воллей») Габриэла Гимарайнс («Вакыфбанк») - Лучшая либеро Моника Де Дженнаро («Имоко Воллей») |